# Stazione di Barcellona-Sagrera TAV
La stazione di Barcellona-Sagrera o Sagrera-TAV diventerà la stazione ferroviaria più importante della Catalogna, seguita dalla Stazione di Barcellona Sants, sarà la principale stazione spagnola per i treni internazionali e la seconda per quelli nazionali. Sarà la porta di entrata e uscita di tutti i treni, in special modo dei treni ad alta velocità verso l'Europa. La stazione si trova nel quartiere di Sagrera, che fa parte del distretto di Sant Andreu, che ospita anche l'altro nodo di interscambio Barcellona-Sagrera Meridiana.
La stazione sorge sul luogo dove si trovava la stazione di Sagrera Mercaderies o Barcelona-Clot, costruita nel 1918.
L'apertura della stazione era prevista per il 2012, ma visti i ritardi del primo trimestre 2008, la data di apertura è stata spostata in avanti. La stazione verrà inoltre collegata con un tunnel a quella di Sants (il tunnel è attualmente in costruzione), e verrà collegata così anche alla L.A.V. per la frontiera francese.
La stazione costituirà anche nodo di interscambio con le linee di metropolitana L9 e L10 e con un futuro prolungamento della linea L4.
L'apertura della stazione è prevista per il 2023.